# Región de Occitania
Occitania (oficialmente en francés: Occitanie; en occitano y catalán: Occitània) es una de las trece regiones que, junto con los territorios de ultramar, conforman la República Francesa. Su capital y ciudad más grande es Toulouse, así como su prefectura regional, mientras que la segunda capital de la región, Montpellier, retiene varias administraciones.
Está ubicada al sur del país, limitando al norte con Auvernia-Ródano-Alpes, al noreste con Provenza-Alpes-Costa Azul, al este con el golfo de León (mar Mediterráneo), al sur con Andorra y los montes Pirineos que la separan de España, y al oeste con Nueva Aquitania. Con 72.724 km² es la segunda región más extensa, por detrás de Nueva Aquitania.
Se creó por la reforma territorial de 2014 fusionándose Languedoc-Rosellón y Mediodía-Pirineos, y entró en vigor el 1 de enero de 2016.
Con una fachada marítima sobre el mar Mediterráneo, reúne territorios de la cuenca aquitana en el oeste —Gers, norte de Altos Pirineos y de Arieja, centro y norte de Alto Garona, centro y oeste de Tarn y Garona, oeste de Tarn, sur de Lot—, de los Pirineos al sur —sur de Altos Pirineos, Alto Garona y Arieja, oeste de Pirineos Orientales—, del Macizo Central al norte —Aveyrón y Lozère, centro y norte de Lot, este de Tarn y Garona y de Tarn, norte de Aude, de Hérault y de Gard— y de la cuenca mediterránea al este —este de los Pirineos Orientales, sur de Aude, de Hérault y de Gard.
Esta nueva región forma parte en 2015 de las tres regiones francesas que cuentan con dos intercomunidades que tienen el estatus de metrópoli creada por la ley MAPTAM, otro componente de la reforma territorial: Toulouse Métropole y Mompelier Mediterráneo. Esta ley ha reducido a 250 000 habitantes el umbral requerido para la obtención de la condición de una comunidad urbana, otra intercomunidad de la región, y tendrán acceso a ella el 1 de enero de 2016: la de Perpiñán Mediterranéo. La región también tiene otro entre más de 200 000 habitantes: la conurbación de Nimes.
Esta nueva región administrativa reagrupa las regiones culturales e históricas del Languedoc (Alto y Bajo Languedoc), del Rosellón (incluyendo la comarca homónima, además de las de Alta Cerdaña, Vallespir, Conflent y Capcir), el condado de Foix así como las partes occidentales de la antigua Gascuña (Armañac, Comminges, Bigorra, Condomois, Nébouzan, Rivière-Verdun) y Guyena (Quercy, Rouergue). Culturalmente, esta nueva región es en su totalidad de tradición latina (occitana y catalana), que conecta en su inmensa mayoría en Occitania.

## Toponimia
El nombre «Languedoc-Rosellón-Mediodía-Pirineos» no pretende ser definitivo. La yuxtaposición en orden alfabético de los nombres de las antiguas regiones es el nombre adoptado por la ley hasta que sea elegido otro nombre, sancionado por decreto en Consejo de Estado a partir de la propuesta del Consejo Regional de la región fusionada, decisión que debe de adoptar antes del 1 de julio de 2016.
Una consulta en Internet organizada por el diario regional La Dépêche du Midi indicó que una mayoría de votantes es favorable al nombre «Occitania-Pirineos» (15 %). Occitania es un componente fuerte identidad; sin embargo Occitania no se limita a la región (una gran parte de la nueva región Aquitania-Lemosín-Poitou-Charentes, una parte de la región Auvernia-Ródano-Alpes y la región Provenza-Alpes-Costa Azul son igualmente occitanas) mientras que el Rosellón y Cerdaña no son occitanas, sino catalanas para algunos. 
Los nombres «Mediodía-Languedoc» y «Pirineos-Languedoc» también están en las propuestas populares (13 % cada una), seguidas de «Mediodía-Rosellón» (10 %) y «Mediodía-d’Oc» (8 %). El nombre de la provincia histórica del «Languedoc» fue elegido por el 7 % de los votantes, a la par con «Pirineos-Mediterráneo», nombre defendido por Martin Malvy, presidente de Mediodía-Pirineos y calcado en el nombre del GECT. Luego vienen «Sur de Francia» (5 %), impulsado por Damien Alary, presidente de Languedoc-Rosellón (se trata de una marca utilizada a efectos de comunicación y promoción del turismo) y «Sur Pirineos» que también recoge un 5 % de las opiniones.
En una encuesta realizada entre el 7 y el 28 de septiembre de 2015 por los diarios regional La Dépêche du Midi, Midi libre, Centre Presse, L'Indépendant y La Nouvelle République des Pyrénées, una cuarta parte de las 202 357 personas que participaron eligieron el nombre «Occitania» para la futura región.
El nombre “Occitania” es oficial desde el 28 de septiembre de 2016 y se usa efectivamente desde el 30 de septiembre de 2016
«Occitania», «Mediodía», «Languedoc» y «Pirineos» son los grandes denominadores comunes, geográficos y/o históricos de las dos regiones que podrán subsistir en el nuevo nombre.

## Historia

### Prehistoria
La región ha estado ocupada desde tiempos prehistóricos y la mandíbula de Montmaurin fue durante un tiempo considerada como el fósil humano francés más antiguo. Su edad, sin embargo, se ha revisado a la baja y ahora se estima en unos 130 000 años antes del presente. Atribuida a una forma arcaica de hombre de Neanderthal, sigue siendo uno de los fósiles humanos más antiguos descubiertos en el territorio Midi-Pyrénées.
Todos los períodos de la prehistoria están presentes, desde el Achelense conocido por los numerosos sitios encontrados en las terrazas fluviales del Garona y del Tarn. El Paleolítico Medio también está bien representado en el Quercy (Coudoulous, La Borde), en Aveyron (Le Rescoundudou) o en los pies de los Pirineos (Mauran, gruta del Noisetier [Avellano]. El Paleolítico Superior de la región cuenta con una serie de cuevas decoradas y sitios principales en el mundo : Niaux, Le Mas-d'Azil, Pech-Merle, Gruta de Gargas... La enigmática y preocupante Venus de Lespugue (alrededor de 26 000 a. C.), descubierta en Alto Garona, refleja un nivel de refinamiento artístico muy evolucionado. La ciudad de Aurignac también dio su nombre a la cultura prehistórica conocida como auriñaciense.

### Antigüedad
La transición a la época histórica es difícil de describir, las influencias de diversas invasiones se superponen y se amalgaman para constituir los viejos fondos galos. El puerto de Colliure es el epítome de esta apilamiento de influencias: su denominación más antigua, Pyrène (que dio su nombre a las montañas de los Pirineos), era griego, y más tarde fue modificado por los íberos. Estos últimos, llegados desde el norte de África fundaron después Illerda (Lérida) con nuevas ciudades, como Elimberris (Auch). Se habla de la civilización "Celtibère" y durante el período galo, la región fue parte de la Céltica mediterránea.
Se han encontrado piezas griegas prerromanas a los pies de los Pirineos que testimonian la influencia de los fenicios establecidos en Agde y Leucate. Sus enemigos, los galos arvernes, debieron poblar el norte de la región.
Aún de una manera totalmente inexplicable el fondo común de la población predominante es de tipo ligures y parece encontrarse de nuevo por impregnación con el acento llamado del du Midi  (del Mediodía) por la región llamada del Mediodía.
Desde el siglo V a. C., tribus celtas procedentes de Europa central y oriental, se establecieron en el norte de la región: Cadurques en Lot, rutenos en Aveyron y Tarn.

La Galia narbonesa (Gallia narbonnensis), antes de la conquista romana por Julio César (58 a. C.).

Hacia finales del siglo III a. C. un pueblo celta, los volcas, se establecieron en la región que va desde el Ródano al Garona, y desde los Pirineos a las Cevennes, asistiéndose a una primera estructuración del territorio. Tuvieron por capitales Toulouse y Nimes. Desde el siglo I a. C., pactaron con los romanos; Narbona se creó para pacificar la provincia y se convirtió en la capital de Narbonnaise. Toulouse (Tolosa, -125) y Saint-Bertrand-de-Comminges (Lugdunum convenarum, -72) están urbanizadas y se convierten en grandes centros de la romanización. Ciudades muy antiguas se imponen en la administración romana del territorio: Cahors, Auch, Eauze, Albi...
La región, más o menos una tercera parte de la Galia, fue cristianizada por San Sernin (Saturnino), de origen griego, que fue martirizado en Toulouse en 250, arrastrado unido a un toro previsto para un sacrificio pagano. El Capitolio, la iglesia Notre-Dame du Taur y la basílica de San Sernín, todos en Toulouse, son los monumentos situados en el recorrido de su ejecución.

El territorio de los francos (481-814).

A principios del siglo V tuvo lugar una invasión de los vándalos. Unos años más tarde se impusieron los visigodos y los romanos abandonaron la guardia del territorio. El reino visigodo pronto ocupó el tercio sur de la Galia y España. Toulouse jugó el papel del capital y por lo tanto vivió una pequeña edad de oro (siglo V); restos de este período legendario son el mito de la reina Pedauque, que habría construido la basílica de la Dorada de Toulouse. Contrariamente a otros invasores, los visigodos no hicieron tabla rasa de las instituciones y promulgaron la continuidad del derecho romano, el Breviario de Alarico. La persistencia de la ley romana positiva permitirá la continuación de un alto grado de civilización. El Languedoc se beneficiará de un derecho feudal atenuada que permitirá el surgimiento de una burguesía de ciudad. En el siglo XVI, el tolosano Cujas enseñará elocuentemente este viejo hilo de droit romain  (Derecho Romano).
En ese momento los visigodos eran seguidores de la llamada herejía oriental, también llamada arriana de Arius, que desarrolló un cristianismo que cuestionaba la naturaleza divina de Cristo. Esta herejía conducirá a Clodoveo I, en el siglo VI, a federar a los francos para anexionarse de la región, venciéndoles en la batalla de Vouillé en 507. Los visigodos perdieron su capital Toulouse y se replegaron a la península ibérica y la Septimania que permanecieron visigodas hasta la conquista musulmana de la península ibérica en el año 711. 
En el sur de Francia siguió un largo período con muchos problemas durante el cual el gobierno de la región se dispersó: la Septimania, alrededor de Narbona, todavía bajo dominación visigoda y después mora en 719, y la Novempopulania, en Gascuña.

### Edad Media

#### La presencia árabe-bereber

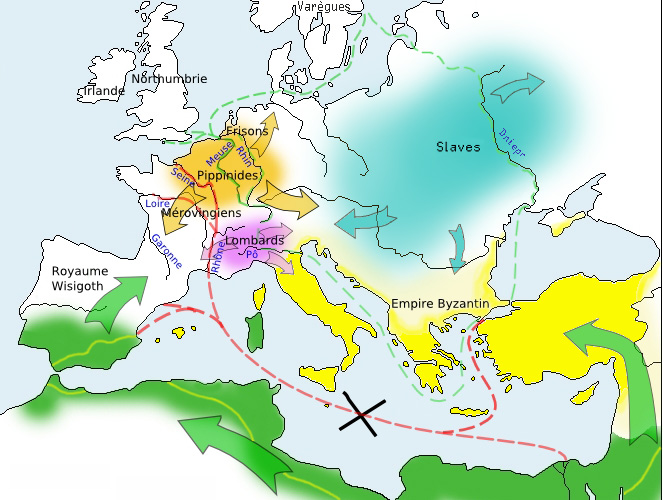
Consecuencias de la expansión musulmana de los siglos VII y VIII sobre las vías comerciales y los reinos europeos.
Imperio musulmán
Imperio bizantino
Pipínidas
Lombardos

El virreinato de Aquitania en 714, posesión del señor-rey Eudes de Aquitania.

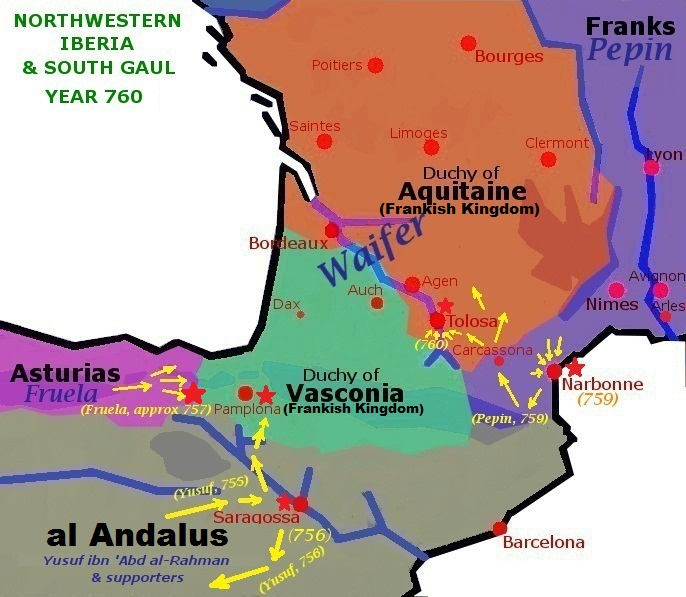
Mapa político en 760 y batallas de los ejércitos de al-Ándalus.

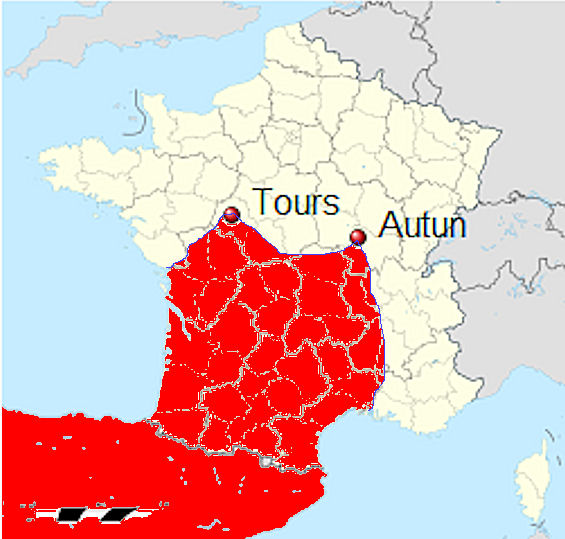
Extensión máxima de los ejércitos musulmanes en el norte.

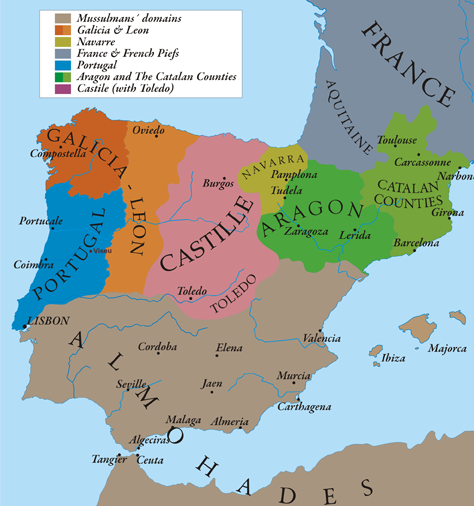
Los reinos cristianos frente al imperio almohade en 1210, periodo de al-Ándalus llamado de la conquista almohade.

En 711 tropas berebere-musulmanas llegadas de África del Norte comandadas por Tariq ibn Ziyad conquistaron la península ibérica lo que supuso el colapso del reino visigodo. La Septimania, la parte más septentrional de ese reino y que corresponde actualmente a los departamentos de Pirineos Orientales, Aude, Hérault y Gard, fue conquistada poco después.
En 719 la ciudad de Narbona se convirtió en Arbûna, la sede del un valí durante cuarenta años y capital de una de las cinco provincias de al-Ándalus, junto con Córdoba, Toledo, Mérida y Zaragoza. Los musulmanes dejaron a los antiguos habitantes, cristianos y judíos, la libertad de profesar su religión mediante el pago de un tributo.
Una vez conquistada Narbona y erigida en base operativa, los musulmanes trataron de ampliar sus conquistas y en particular tomar Toulouse, pero el gobernador Al-Samh ibn Malik al-Jawlani fue derrotado en 721 por Odo el Grande, duque de Aquitania y de Vasconia, en la batalla de Tolosa. Llegado de España, el ejército de Al-Samh sufrió una aplastante derrota, que fue crucial para detener la expansión árabe-musulmana en Europa occidental.
A pesar de su victoria de Toulouse, el virrey Eudes de Aquitania tuvo siempre enfrente a los musulmanes de Septimania. Se alió con un príncipe bereber llamado Munuza para que no le atacase desde el sur de los Pirineos y a cambio y le concedió la mano de su hija. Esta alianza pacífica disgustó al gobernador de al-Ándalus. Abd al-Rahman ordenó a uno de sus generales, Gedhi-Ben Zehan, marchar contra Munuza. Este último fue abatido en Cerdaña. Aprovechando este debilitamiento, el duque de Austrasia Carlos Martel atacó constantemente las tierras de Eudes, que se vio obligado a disponer a la mayor parte de sus fuerzas en el Loira.
En 732, una expedición de castigo fue organizada desde al-Ándalus por Abd al-Rahman. La tropa incluía a árabes (llegados de Arabia y Siria), bereberes islamizados del norte de África y soldados reclutados en España. Se trataba más de una razzia que de un deseo de ocupar el territorio. La progresión musulmana se reanudó desde la Septimania hacia la Auvernia y hacia Burdeos. Debilitado, Eudes fue vencido en Burdeos. Pidió ayuda a su enemigo Carlos Martel y recibió una respuesta cortante que había traicionado el cristianismo cuando había hecho un tratado con los árabes. La única solución posible residía en su sumisión ante la autoridad de Carlos Martel, que es lo que hizo.
La derrota de Eudes fue la oportunidad ideal para atacar al ejército debilitado de Abd al-Rahman, que también había sufrido pérdidas en Burdeos. La dinastía carolingia que regía desde hacía poco tiempo el reino de los francos reaccionó. Carlos Martel detuvo la relativamente pequeña fuerza árabe-musulmana en 732 en la batalla de Poitiers. Abd al-Rahman murió en la refriega. Esta historia adquirió desde entonces proporciones heroicas gracias a los embellecimientos de los cronistas, cuyas versiones se mantuvieron a través los siglos.
En 759, Narbona fue retomada por Pipino el Breve después de un asedio de siete años en el que los sarracenos estaban apoyados por los últimos godos locales islamizados hostiles a la conquista franca. Pipino completó la conquista de Septimania y el islam se retiró gradualmente desde la Galia para establecerse de una manera duradera en la península ibérica con el poderoso emirato de Córdoba.
Su hijo Carlomagno conquistó Cataluña en 801 pero esta reconquista no terminó con la presencia musulmana en la Galia. Hasta principios del siglo XI el Languedoc y la Provenza sufrieron incursiones por tierra y mar. Los musulmanes trataron de retomar Narbona en 793, 841 y 1020, pero fracasaron en todas las ocasiones. El asentamiento musulmán del Fraxinet en el macizo de los Maures se mantendría hasta 972.

#### Reino de Aquitania

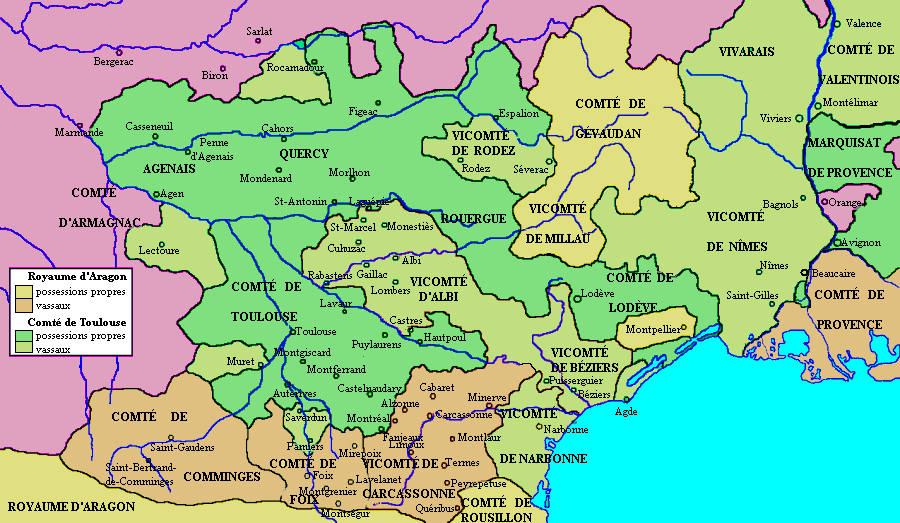
El Languedoc en la época de la cruzada albigense, bajo el gobierno de la casa de Tolosa.

Carlomagno nombró la región como marca de Gotia, incluyéndola en el reino de Aquitania, creado en 778 con el fin de federar la reconquista hispana. Abarcaba todo el sur desde el Ródano hasta el Atlántico, con capital en Toulouse. Legará este reino a uno de sus hijos, Luis I el Piadoso (778-840), rey de Aquitania con solo tres años (781-814) y emperador de Occidente (814-840) (se hablaba en esa época de Francia occidental). La administración de este inmenso territorio fue confiada a los condes de Tolosa.
Desde entonces, la dinastía de los condes de Tolosa deberá responder constantemente las acometidas de los moros, y recuperar territorios para reconstituir la Narbonnaise. De esta competencia feudal nacerá el Languedoc, que abarcará desde el Ródano al Garona, desde Tolosa a Saint-Gilles.
Durante este período refugiados musulmanes que huían de la Reconquista española, y más tarde de la Inquisición, provocaron tensiones en Languedoc-Roussillon. En el período feudal tuvo lugar una gran fragmentación política: los condados de Rosellón y Cerdaña, de lengua catalana pasaron a la órbita de los condes de Barcelona, que se unirían por matrimonio con el reino de Aragón, mientras que vizcondados del norte (Carcasona, Béziers, Nimes, Agde) cayeron bajo el dominio de la casa Trencavel.
Use l por Los condes de Tolosa llevaron a cabo una unidad territorial en el norte, en especial Raimundo IV, llamado Raimond de Saint Gilles (1042-1115) que se propuso lograr mediante el matrimonio la ampliación y unificación de su estado con la anexión de los condados de Rouergue, de Nîmes, de Narbonne, del Gévaudan, de Agde, de Béziers y de Uzès. Será uno de los principales actores de la primera cruzada participando en la toma de Jerusalén en 1099, y fundando el condado de Trípoli (Líbano) en 1102. A partir de este contacto con el Oriente nacerá una verdadera civilización, conocida hoy como Occitane, caracterizada por los trovadores, del amor cortés ... (ver Occitania).

#### El catarismo
Esta expansión conducirá a la aparición de la herejía cátara, a la que se podría reprochar la subversión del dualismo cristiano que defendía, oponiendo el espíritu y la materia.

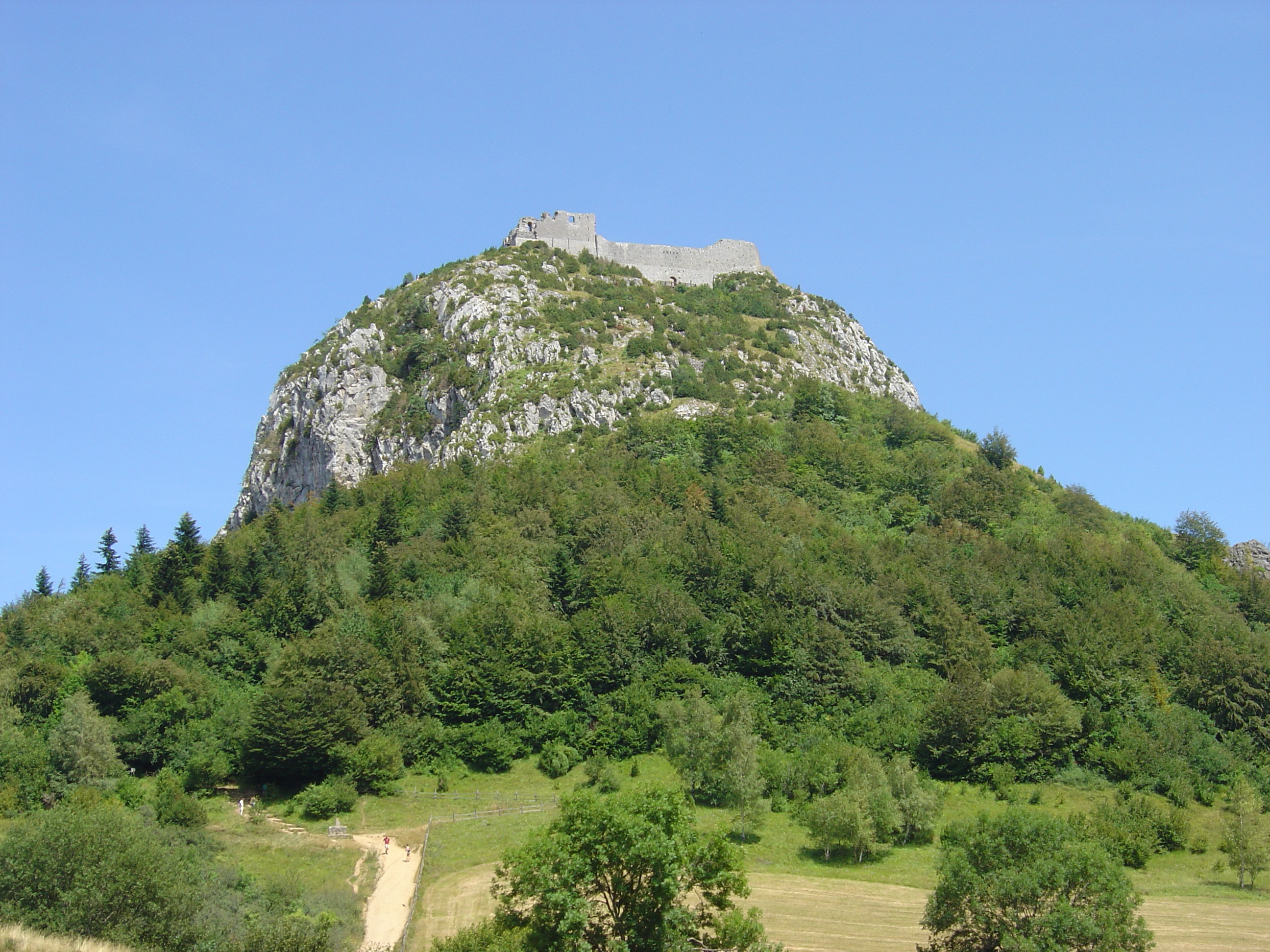
El castillo de Montségur dominando la villa

Desde el siglo XIII, la iglesia católica reprimió violentamente a los cátaros. La orden mendicante de los padres predicadores fue creada en Toulouse por Santo Domingo de Guzmán, para dar ejemplo de una nueva fe. Para demostrar este renacimiento, las reliquias del teólogo Santo Tomás de Aquino se muestran en Toulouse, en la iglesia de los Jacobinos, un magnífico ejemplo de la arquitectura gótica del Languedoc. La herejía sirvió de pretexto para que el rey de Francia se anexionase de las regiones del sur mediante la declaración de la cruzada albigense (1208-1229):
- la batalla de Muret tuvo lugar el 12 de septiembre de 1213.
- Toulouse fue asediada por Simón IV de Montfort y tomada en 1215.
- la última fortaleza cátara, Montségur, cayó en 1244.

En 1222 es creada la primera bastida —ciudad amurallada— de Cordes, y en 1229 se creó la Universidad de Toulouse.

#### La formación del Languedoc real
Después de la cruzada contra los albigenses, el tratado de París de 1229, entre el reino de Francia y el condado de Tolosa, puso fin a las hostilidades entre ambos motivadas por dicha cruzada y supuso una unión dinástica: Alfonso de Poitiers —hijo de Luis VIII y hermano de Louis IX, rey de Francia— heredero del condado de Toulouse, de solo nueve años debería de casarse con Juana, hija del conde de Tolosa Raimundo VII, que también contaba nueve años. En 1237 se materializó el matrimonio entre Juana y Alfonso. Raimundo falleció en 1249 y sus posesiones pasaron a Alfonso, no sin antes haber forzado un nuevo enfrentamiento directo con este, su yerno, y la corona al dar su apoyo a las pretensiones inglesas en Aquitania. Alfonso murió sin descendencia en 1271 y el condado de Toulouse fue adjuntado a la corona y la región fue administrada en nombre del rey de Francia por tres senescalados: Toulouse, Carcasona y Beaucaire.
El Tratado de Corbeil en 1258 ya había aprobado la división en el sur: las montañas de las Corbières formaron la frontera entre el reino de Francia y del reino de Aragón. El rey francés renunciaba a los derechos sobre los condados catalanes —Ampurias, Barcelona, Besalú, Cerdaña, Conflent, Gerona, Osona, Rosellón y Urgel.— y Jaime I de Aragón, a cambio, renunciaba a la comarca de la Fenolleda y Perapertusés y a sus derechos sobre los territorios del Mediodía —Tolosa, Quercy, Narbona, Albi, Carcasona (recibidas en feudo de Tolosa desde el 1213), Rasés, Béziers, Termes y Menerbés; también renunció a Agde y Nimes (cuyo vizconde se reconocía como feudatario del rey aragonés desde 1112) y Rouergue, Millau y Gavaldá. El efecto fundamental del tratado fue eliminar definitivamente a los monarcas de la Corona de Aragón como factores políticos en el Mediodía francés ya que solo le quedaron el vizcondado de Carlat y el señorío de Montpellier con la baronía de Omeladés. 
La única unidad en ese momento entre el Roussillon-Inferior y Languedoc-Cerdaña fue la provincia eclesiástica de la Narbonne, de la que dependían los obispados de Béziers, Elne, Saint-Pons-de-Thomières, Saint-Papoul, Maguelonne, Nîmes, Uzès, Agde y Mende. El reino de Mallorca, que existía desde el siglo XIII, reunió al condado de Rosellón, al condado de Cerdaña y al señorío de Montpellier. Montpellier fue vendido al rey de Francia en 1349 y Mallorca fue anexionada por los reyes de Aragón.
De ahí surge el Languedoc royal, que persistirá hasta la Revolución Francesa, conservando sus costumbres, su lengua y una administración específica. El Languedoc, una de las primeras grandes provincias unidas a la corona, perdió su autonomía pero va a influir profundamente con su cultura latina una Ile de France royale todavía marcada por sus dinastías de los francos germánicos. La provincia va siempre a garantizar la cohesión del territorio real, en los momentos más difíciles, como en la Guerra de los Cien Años, durante la cual rechazará el gobierno inglés en Aquitania.

### Tiempos modernos

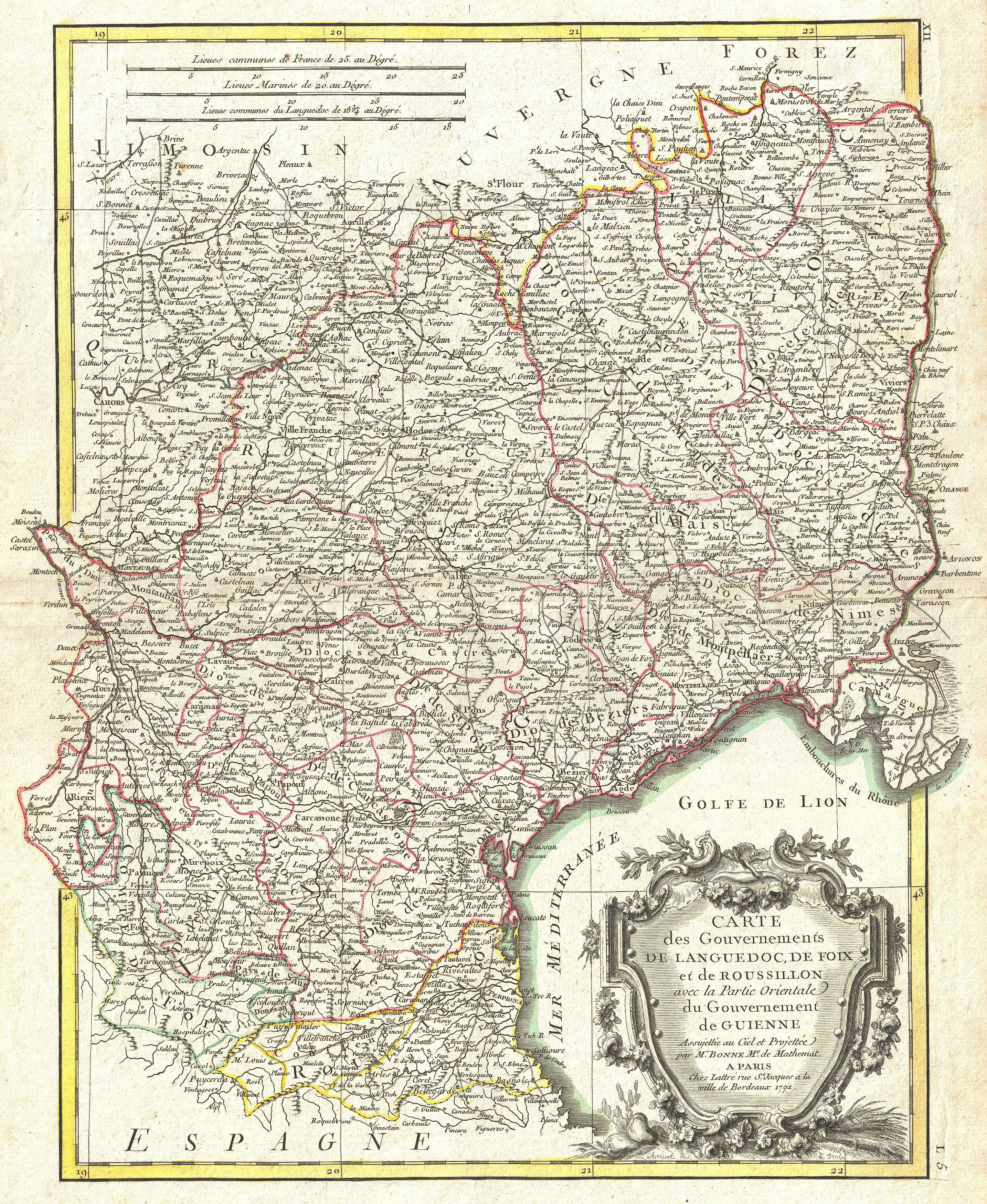
Mapa de los Gouvernements de Languedoc-Roussillon por Rigobert Bonne (1727-1795), París, hacia 1783

En 1659 el Tratado de los Pirineos ligó el Rosellón y la Cerdaña al reino del norte de Francia, pero las provincias de Languedoc y del Rosellón quedaron separadas administrativamente. El Languedoc era una provincia de la Corona con su propio Estados Provinciales. En el seno de los estados de Languedoc, los tres órdenes estaban representados (nobleza, clero, tercio-estatal). En el período de Luis XIV, el intendente Basville con la participación de los Estados permitió el desarrollo de una administración establecida por la Superintendencia de Finanzas de Colbert, las yeguadas. Pero esta experiencia no tuvo éxito. Los criadores prefirieron cubrir sus yeguas por burros que por los sementales proporcionados por la administración. De hecho, las mulas se vendían más rápidamente que los caballos debido a que eran más útiles para la economía.
En medio del siglo XVI, las regiones de Nimes Montpellier y de Cévennes se vieron afectadas por el protestantismo del que resultaran las terribles guerras de religión con la toma de iglesias. El Edicto de Nantes promulgado por Enrique IV en 1598 significará una vuelta a la calma. Pero después de su asesinato en 1610, las tensiones fueron in crescendo (guerras Rohan en particular). A mediados del siglo XVII la situación se volvió muy tensa y la revocación del Edicto de Nantes por Luis XIV en 1685 supuso el inicio de la clandestinidad para los protestantes durante 100 años. Todos sus templos fueron demolidos y se erigieron fuertes en Montpellier, Nimes y Ales para controlar los bastiones protestantes. De 1702 a 1704 tuvo lugar la revuelta conocida como la guerra de los camisardos. Sin embargo, no todos los protestantes aprobaban los métodos violentos contra los católicos y el poder real. A lo largo del siglo XVIII algunos grupos pacificadores predicaron entre Nimes y Montpellier y la villa de Congénies incluso vio la creación de una comunidad cuáquera única en el continente europeo desde la segunda mitad del XVIII (fundación oficialmente en 1788); luego serán los metodistas británicos que a su vez se instalaran en esta localidad desde 1820.

## Época contemporánea
En el momento de delimitar las nuevas regiones, la elección de separar el Languedoc en dos entidades muy diferentes (por un lado, el Languedoc-Roussillon y e otro, Midi-Pyrénées) debilitó enormemente la influencia de este territorio y su coherencia geográfica. Regiones como el norte de Aude miraban a Toulouse, mientras que la influencia de Montpellier se sentía claramente en el sur de Aveyron, incluyendo la región millavoise. Aunque los límites administrativos y la proximidad geográfica garantizaban una cierta influencia de Montpellier sobre los Pirineos Orientales, este departamento se mantuvo por razones históricas ligado a la Cataluña española y la ciudad de Barcelona. La Eurorregión Pirineos Mediterráneo (Cataluña, Islas Baleares, Aragón, Languedoc-Roussillon y Midi-Pyrénées) aparece por esto como una iniciativa particularmente relevante, capaz de dar coherencia a una zona mixta en la que ninguna ciudad puede presumir de una influencia decisiva en los asuntos económicos y culturales como se puede observar en otras regiones francesas.
El nombre de Languedoc-Roussillon se eligió a expensas del de Septimania, el nombre de la región desde la época romana hasta principios de la Edad Media. El nombre de Languedoc-Rosellón, como el de Midi-Pyrénées, tampoco tenía antecedentes históricos. El uso adoptado por el Consejo Regional consistió en denominar la región «Septimanie-Languedoc-Roussillon», aunque la prefectura regional siguiera hablando de «région Languedoc-Roussillon».

## Geografía

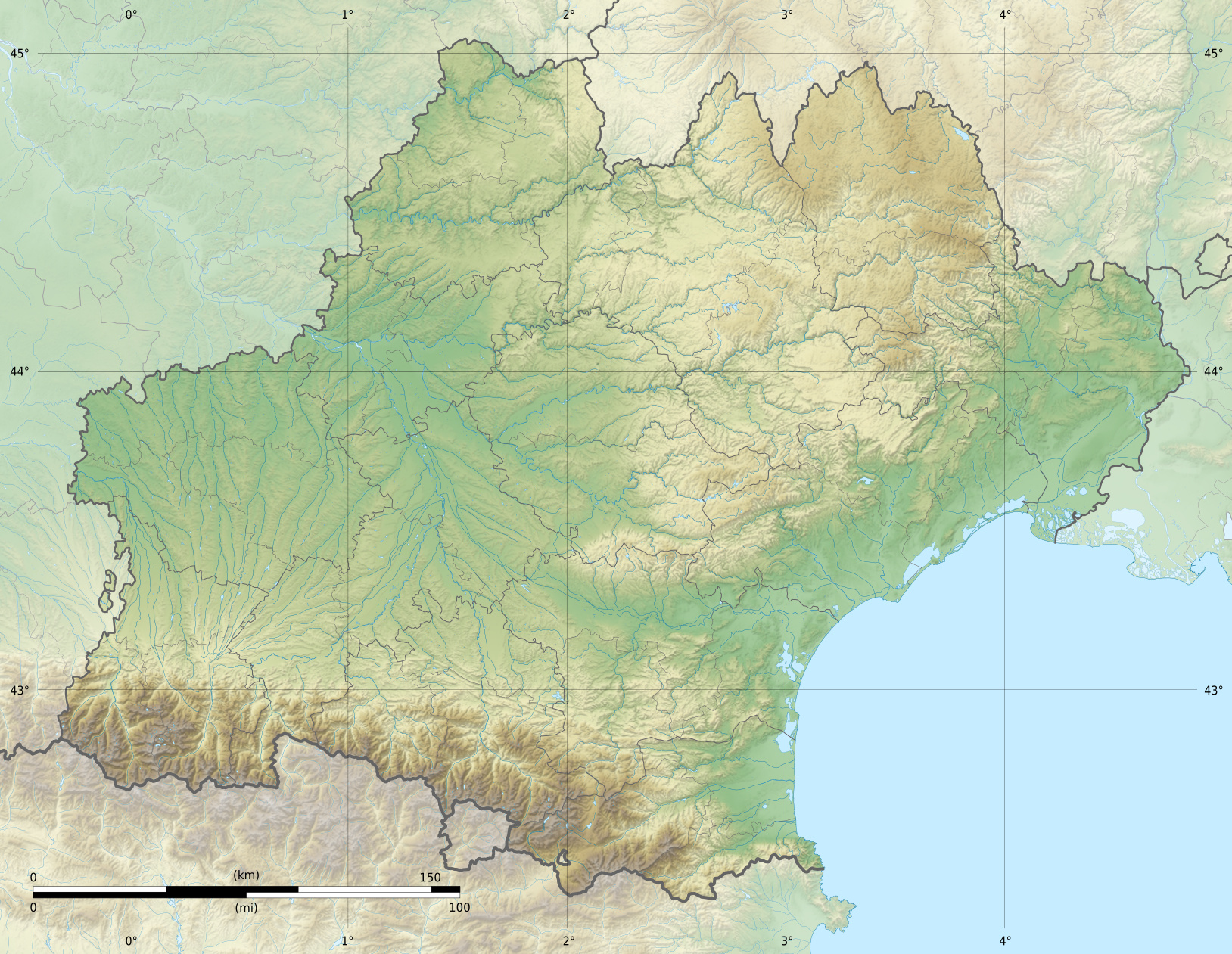
Mapa físico de la región

La nueva región de Languedoc-Rosellón-Mediodía-Pirineos, de 72 724 km2, que resulta de la fusión de dos de las cuatro regiones del sur del país corresponde aproximadamente con los antiguos Languedoc reunidos —Alto-Languedoc (Toulouse) y Bajo-Languedoc (Montpellier)—, además de una parte de la provincia de Gascuña centrada en Auch, así como de las provincias de Quercy (Cahors, Montauban) y del Rouergue (Rodez), todas de tradición occitana. Por último, se añade la antigua provincia del Rosellón (Perpiñán), de tradición catalana.
Los límites de la región corresponden casi exactamente con los límites de la jurisdicción del antiguo parlamento de Toulouse (con la excepción de los Pirineos Orientales, que dependía del consejo soberano de Rosellón, y de la región de Ardèche y del tercio oriental de la Haute-Loire, que dependía del parlamento de Toulouse bajo el antiguo régimen, pero que ahora formarán parte de la nueva región de Auvernia-Ródano-Alpes).
La unidad administrativa del macizo pirenaico se ve reforzada con la adición de los Pirineos Orientales, de la antigua provincia del Rosellón, de tradición catalana, y de otras pequeñas provincias pirenaicas de Ariege, Alto Garona, Altos Pirineos, condado de Foix, Couserans, Cominges y Bigorra. 
La unidad administrativa de los territorios del sur del Macizo Central, de las Causses, de las Cévennes hasta la montaña Noire, del Gévaudan, Aubrac, Rouergue y Quercy, también se ve también reforzada por la creación de la nueva gran región.

### Descripción
Languedoc-Rosellón-Mediodía-Pirineos está situada en el sur de Francia, vecina, en el oeste, de Aquitania-Lemosín-Poitou-Charentes; en el este, de la región de Provenza-Alpes-Costa Azul; y en el norte de Auvernia-Ródano-Alpes. También limita con dos países al sur, España y Andorra.
La nueva región no tiene ninguna unidad geográfica y comprende varios conjuntos naturales distintos. Al noreste, incluye una parte del Macizo Central, descendiendo luego gradualmente hacia el este hasta el delta del Ródano y la llanura litoral del departamento de Hérault, bordeado al norte con los últimos relieves del Macizo Central. Más allá de la llanura del Minervois, prolongación del seuil de Naurouze también llamado seuil [umbral] del Lauragais, el sur de la región está integrado por relieves pertenecientes al macizo pirenaico, cortados por valles y bordeados al este por una llanura costera.

#### Los relieves del Macizo Central

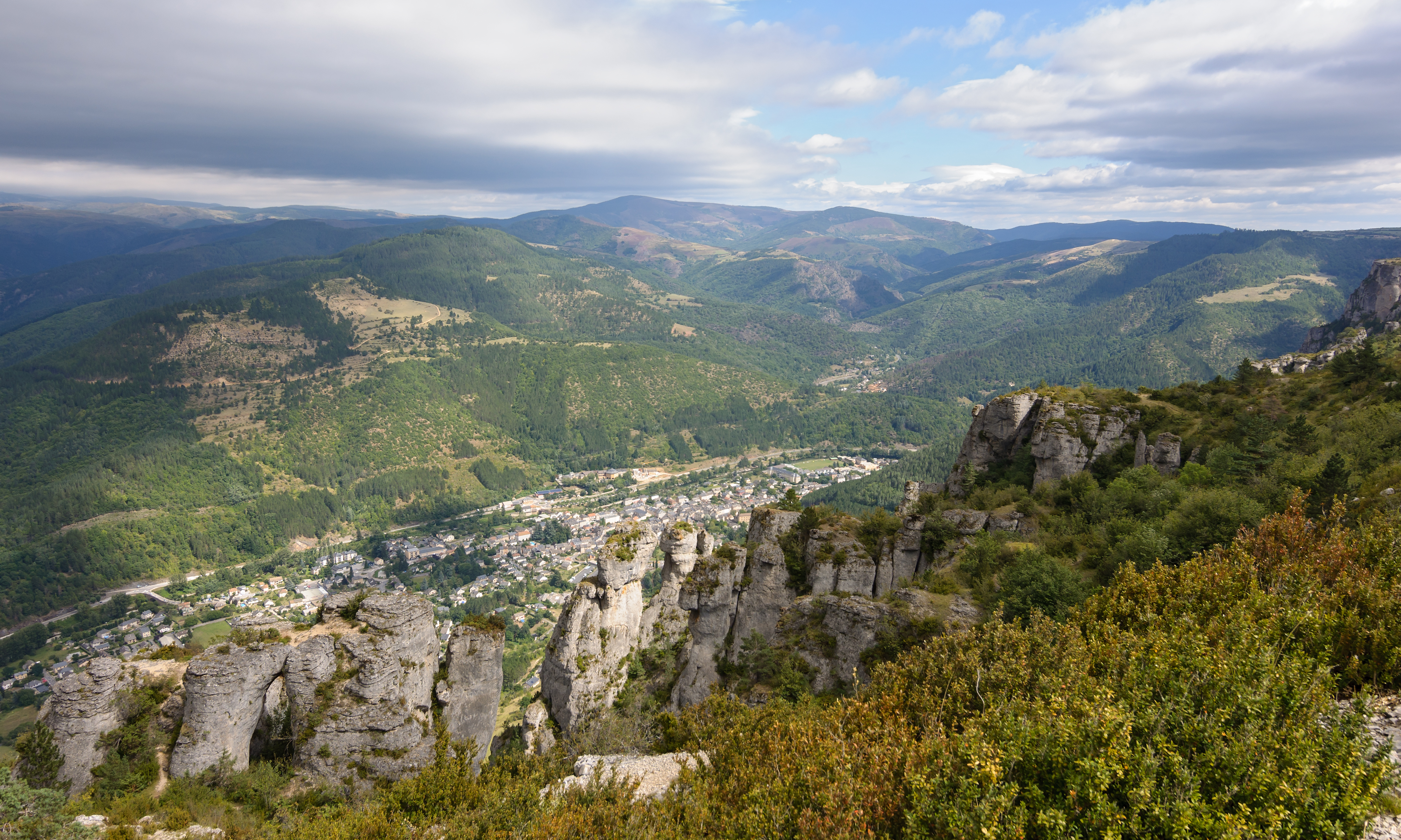
Florac, el Bougès y el valle de la Mimente vistos desde el borde del causse Méjean en el parque nacional de las Cévennes

Los relieves pertenecientes al Macizo Central se extienden por todo el departamento de Lot, Lozère y Aveyron, en el noroeste del de Gard, el norte de Hérault y hasta el extremo norte de Aude. También se extiende en parte por Tarn y Tarn y Garona.
Estos relieves culminan en el monte Lozère a 1699 m, pero incluso superan los 1500 m al norte de Lozère en el Gévaudan. El río Lot nace entre estos dos conjuntos los más altos del norte de la región.
También incluyen en el sur del Lot el causse de Sauveterre y el causse Méjean, separados por las gargantas del Tarn. Más al sur, estos relieves se extienden sobre las largas barreras de las Cévennes, que se extiende por el sur de Lozère, el norte de Gard y de Hérault, donde engloba el sur del causse du Larzac. Culmina en el macizo del Aigoual a 1565 m de altitud.
Se extiende por los relieves del Escandorgue, del Espinouse (1152 m), del Caroux (noreste del Hérault) y del Cabardès. Los ríos Gard, Vidourle, Hérault y el Orb descienden de las alturas de las Cevennes hacia el litoral.

#### La llanura
A este primer conjunto accidentado sucede un segundo conjunto compuesto por colinas y llanuras, que dibujan un arco a lo largo del golfo de León, desde el Petit Ródano hasta el pie del macizo de las Albères, y que se extiende hasta el seuil [umbral] del Lauragais.
Al pie de los relieves mencionados anteriormente se extiende una zona intermedia, de 200–400 m de altitud, las garrigas. A continuación se muestra una estrecha franja de llanura arenosa, a veces salpicada de colinas, cuya costa está salpicada de "étangs", barras o lidos, formadas por la acción de las olas y de las corrientes, separando estos étangs del mar.
El enarenamiento de la costa es un problema constante para los puertos. Los más importantes de los étang son los de Frontignan y de Thau en el bajo Languedoc, así como los de Bages y de Sigean y de Leucate y en el Rosellón. A lo largo de este último, la costa toma el nombre de Costa Bermeja (Côte Vermeille).

#### La parte pirenaica

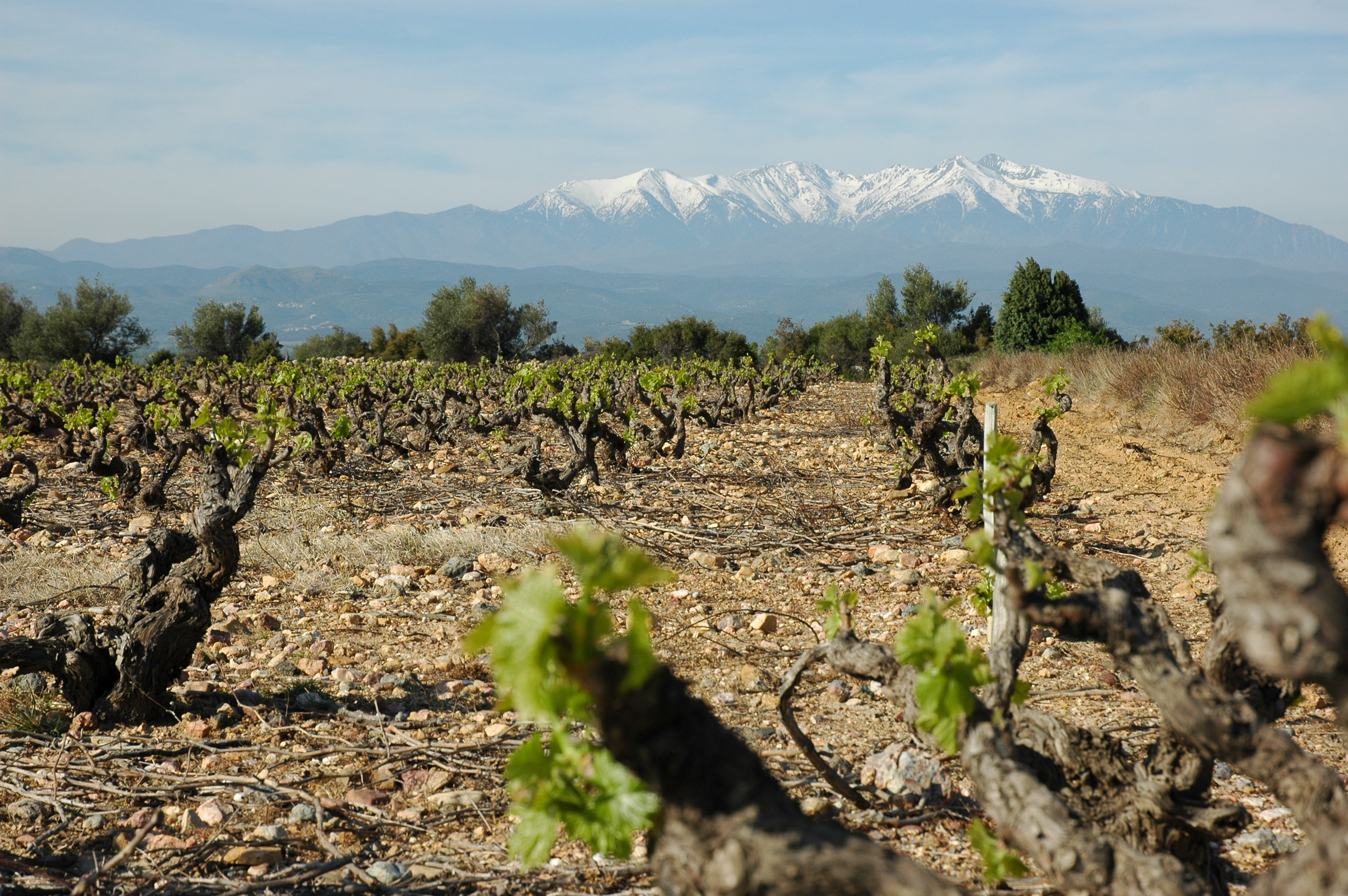
El Monte Canigó desde el viñedo de Rivesaltes

Detrás de la Côte Vermeille se extiende otro conjunto natural, la parte mediterráneo de los Pirineos. Al norte se encuentra anexo el pequeño macizo de las Corbières, delimitado por el río Aude y el Agly.
Detrás del curso naciente de Aude se encuentra Pays de Sault, que domina el surco del Fenouillèdes, que desciende hacia la costa. En el suroeste del Agly, el relieve se eleva para llegar al norte al valle del Têt, 2921 m del pico Carlit y al sur de este valle al 2784 m alu monte Canigó. El alto valle del Tet forma la Cerdanya. Por último, al sur del Vallespir, alto valle del Tech, se dibuja el macizo de los Albères (1256 m) en contacto con la frontera con España.

### Hidrografía

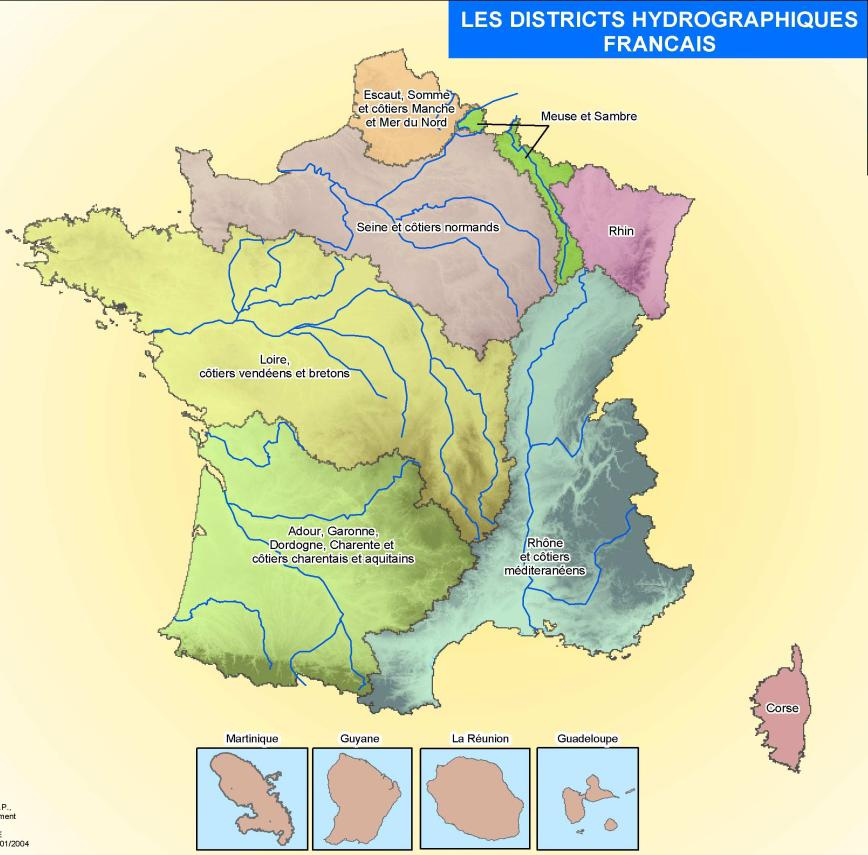
Distritos hidrográficos de Francia

En la costa este, donde mueren los Pirineos Orientales, posee la reserva marina de Cerbère-Banyuls desde 1974, abarcando un área de 650 hectáreas. Muchos grandes ríos de Francia tienen su origen o discurren en parte por la nueva región: el Garona es el principal río que la cruza y el Ródano, en su curso bajo, es su límite oriental. El Macizo Central —afluentes derechos del Garona y derechos del bajo Ródano— y los Pirineos —afluentes por la izquierda del Garona— son las grandes fuentes de agua. Hidrográficamente, la región pertenece a varias cuencas y vertientes, ordenadas por la costa donde desembocan, la atlántica (oeste) o la mediterránea (este):
|                        | Ríos   | Longitud | Afluentes   | Longitud | Afluentes | Longitud |
| ---------------------- | ------ | -------- | ----------- | -------- | --------- | -------- |
| Vertiente atlántica    | Garona | 569 km   | Lot         | 480 km   |           |          |
| Vertiente atlántica    | Garona | 569 km   | Ariège      | 163 km   |           |          |
| Vertiente atlántica    | Garona | 569 km   | Barguelonne | 68 km    |           |          |
| Vertiente atlántica    | Garona | 569 km   | Gers        | 178 km   |           |          |
| Vertiente atlántica    | Garona | 569 km   | Gimone      | 136 km   |           |          |
| Vertiente atlántica    | Garona | 569 km   | Hers-mort   | 90 km    |           |          |
| Vertiente atlántica    | Garona | 569 km   | Louge       | 100 km   |           |          |
| Vertiente atlántica    | Garona | 569 km   | Save        | 149 km   |           |          |
| Vertiente atlántica    | Garona | 569 km   | Tarn        | 380 km   | Aveyron   | 290 km   |
| Vertiente atlántica    | Garona | 569 km   | Tarn        | 380 km   | Agout     | 195 km   |
| Vertiente mediterránea |        |          |             |          |           |          |
| Agly                   | 82 km  |          |             |          |           |          |
| Aude                   | 224 km |          |             |          |           |          |
| Hérault                | 148 km |          |             |          |           |          |
| Orb                    | 135 km |          |             |          |           |          |
| Ródano                 | 812 km | Ardèche  | 125 km      |          |           |          |
| Ródano                 | 812 km | Cèze     | 128 km      |          |           |          |
| Ródano                 | 812 km | Gardon   | 127 km      |          |           |          |
| Tec                    | 84 km  |          |             |          |           |          |
| Têt                    | 116 km |          |             |          |           |          |
| Vidourle               | 95 km  |          |             |          |           |          |
| Vis                    | 58 km  |          |             |          |           |          |

|               | Tamaño  | Tipo       |
| ------------- | ------- | ---------- |
| Leucate       | 5400 ha | natural    |
| Montbel       | 570 ha  | artificial |
| Saint-Ferréol | 67 ha   | artificial |

## Población
Comunas y áreas urbanas con más de 50 000 habitantes (datos de población del uno de enero de 2012). 
| Código postal | Comuna (habitantes) | Departamento        | Población (2012) | Puesto nacional | Área urbana (habitantes) | Proporción en la región (%) | Centro urbano (habitantes) |
| ------------- | ------------------- | ------------------- | ---------------- | --------------- | ------------------------ | --------------------------- | -------------------------- |
| 31000         | Toulouse            | Alto Garona         | 453 317          | 4               | 1 270 760                | 22,6                        | 906 457                    |
| 34000         | Montpellier         | Hérault             | 268 456          | 8               | 569 956                  | 10,1                        | 406 891                    |
| 30000         | Nimes               | Gard                | 146 709          | 19              | 259 348                  | 4,6                         | 180 449                    |
| 66000         | Perpiñán            | Pirineos Orientales | 120 489          | 29              | 309 962                  | 5,5                         | 195 679                    |
| 34500         | Béziers             | Hérault             | 72 970           | 66              | 165 498                  | 2,9                         | 87 277                     |
| 82000         | Montauban           | Tarn y Garona       | 56 887           | 94              | 105 654                  | 1,9                         | 74 115                     |
| 11100         | Narbona             | Aude                | 51 869           | 116             | 90 513                   | 1,6                         | 51 869                     |
| 81000         | Albi                | Tarn                | 49 231           | 127             | 97 767                   | 1,7                         | 73 510                     |
| 11000         | Carcasona           | Aude                | 47 068           | 134             | 97 801                   | 1,7                         | 49 606                     |
| 34200         | Sete                | Hérault             | 44 558           | 146             | 91 101                   | 1,6                         | 91 101                     |
| 65000         | Tarbes              | Altos Pirineos      | 41 664           | 166             | 115 557                  | 2,1                         | 75 910                     |
| 81100         | Castres             | Tarn                | 41 529           | 168             | 67 153                   | 1,2                         | 56 029                     |
| 30100         | Alés                | Gard                | 41 031           | 173             | 113 769                  | 2,0                         | 94 439                     |
| 31770         | Colomiers           | Alto Garona         | 36 699           | 201             |                          |                             |                            |
|               | Rodez               | Aveyron             | 23 744           |                 | 84 100                   | 1,5                         | 49 078                     |
|               | San- Ciprián        | Pirineos Orientales | 10 552           |                 |                          | 0,9                         | 51 639                     |

## Idiomas actuales
- El francés, es el único oficial, y lengua habitual de la inmensa mayoría de la población.
- El occitano, hablado minoritariamente en la región salvo en el Rosellón.
- El catalán, minoritario en el Rosellón.

## División administrativa
La región comporta trece departamentos correspondientes a las antiguas regiones administrativas de Mediodía-Pirineos y del Languedoc-Rosellón: 
- Alto Garona, Altos Pirineos, Ariège, Aude, Aveyron, Gard, Gers, Hérault, Lot, Lozère, Pirineos Orientales, Tarn y Tarn y Garona.

La región comprende dos metrópolis creadas el 1 de enero de 2015:
- Toulouse Métropole;
- Montpellier Méditerranée Métropole.

## Transportes

### Red de carreteras
En la región de Languedoc-Roussillon-Midi-Pyrénées se encuentran las autopistas A9, A20, A54, A61, A62, A64, A66, A68, A75, A620, A621, A623, A624, A645, A680 y A750.